# Shahrestān di Minab
Lo shahrestān di Minab (farsi شهرستان میناب) è uno dei 13 shahrestān della provincia di Hormozgan, il capoluogo è Minab. Lo shahrestān è suddiviso in 4 circoscrizioni (bakhsh): 
- Centrale (بخش مرکزی)
- Tukahur (بخش توکهور), con la città di Hasht Bandi.
- Senderk (بخش سندرک), con la città di Senderk.